# 増渕朱公
増渕 朱公（ますぶち しゅこう、1988年4月11日 - ）は、日本のエンターテイナー、同人AV監督、テキーラマエストロ。かつてはRaggaShuco、BOMBTEQUILAの名でレゲエダンサーとして活動し、日本一のタイトルを取ったこともある。現在は株式会社btqの代表取締役社長として、会社を経営。

## 来歴

### 幼少期
東京江戸川区生まれ。幼少期から文字に対して強い興味を持ち、2歳でアルファベットを全て覚える。その後、親の奨めで漢字検定の受験を始め、小学6年生で準１級に合格し、当時の史上最年少合格記録を作った。TVチャンピオン（テレビ東京）の親子漢字王選手権やとくダネ（フジテレビ）などに天才漢字少年として出演をしている。

### 少年期
成蹊小学校から成蹊高等学校までエスカレーターで進学、受験で青山学院大学国際政治経済学部に進学。高校から部活でブレイクダンスを始める。大学入学後、レゲエダンスを始め、RaggaShuco（らがしゅこー）として活動開始。

### 青年期
2013年、日本のレゲエダンサーの頂点を決めるDANCEHALL KING JAPANで優勝。それに伴って当時働いていた会社を退職。2015年、スペインの世界最大級のレゲエフェスティバルROTOTOM SUNSPLASHに日本人ダンサーとして初めて出演。翌年2016年にもゲストとして同フェスティバルに招聘。DAMIAN MARLEYやMAJOR LAZERなどのビックアーティストと共演している。

### 壮年期
ダンサーとしての活動を引退し、一般企業にサラリーマンとして働くかたわら、同人アダルトビデオの制作を始める。その翌年、未成年者をアダルトビデオに出演させた疑いで児童福祉法で逮捕され、多摩警察署に19日間留置されたが、不起訴で釈放された。なおこの事件に関しては激録・警察密着24時！！〜2020夏〜（2020年8月23日 テレビ東京）にて特集された。
その後、株式会社btqを設立、アダルトのみならず様々な映像制作・配信を手掛けている。

## ダンスホールラジオ体操
2015年に制作をした、ラジオ体操のパロディーでレゲエダンスを踊る「ダンスホールラジオ体操」の映像がSNSで流行し、様々なイベントに出演し、ラジオ出演、新聞掲載などを果たしている。その映像は前述の2015年のROTOTOM SUNSPLASHでの映像である。